# Więcławice Stare
Więcławice Stare – wieś w Polsce, położona w województwie małopolskim, w powiecie krakowskim, w gminie Michałowice.
W latach 1975–1998 miejscowość administracyjnie należała do województwa krakowskiego.
Integralne części miejscowości: Klinówka, Wysiółek.
Sołectwo składa się z dwóch wsi: Więcławic Starych i Więcławic Dworskich.
Wieś jest jednym z trzech centrów cywilizacyjnych gminy. Znajduje się tam szkoła podstawowa, parafia rzymskokatolicka, kilka sklepów i remiza Ochotniczej Straży Pożarnej. Więcławice są siedzibą Ludowego Klubu Sportowego Polonia oraz Stowarzyszenia Parafialny Klub Sportowy „Jakub”. W 2002 roku w ramach Kontraktu Wojewódzkiego zostało odnowione centrum Więcławic, a także powstało Informatyczne Centrum Edukacyjne.
Miejscowość znajduje się na odnowionej trasie Małopolskiej Drogi św. Jakuba z Sandomierza do Tyńca, która to jest odzwierciedleniem dawnej średniowiecznej drogi do Santiago de Compostela.
Siedziba rzymskokatolickiej parafii św. Jakuba Apostoła.

## Historia
Wieś powstała po parcelacji folwarku i dóbr dworskich. W źródłach spotyka się również nazwy: Wyanczaslavicze, Wenceslavicz, Więczławicze. Wieś od najdawniejszych czasów była siedzibą parafii. Powstała na początku XIII w. Sto lat później właścicielem wsi był rycerz Jakub herbu Leliwa, protoplasta rodu Więcławskich.
Parafia powstała w I ćwierci XIII w., a pierwszy drewniany kościół ufundował prawdopodobnie biskup Iwo Odrowąż. Pierwsza wzmianka źródłowa pochodzi z 1326 roku, kiedy plebanem był Gumbert. Wśród kolejnych proboszczów więcławickich wymienić należy Mikołaja Zamojskiego, późniejszego biskupa, żyjącego w XVI w.
W XVI w. w nieznanych okolicznościach wieś stała się własnością Jezuitów, którzy posiadali ją do 1773 roku, kiedy ich dobra przeszły do Skarbu Koronnego.
Więcławice Dworskie nie były traktowane jako osobna wieś. Była to typowa osada ludności służebnej, pracującej w folwarku. Pod koniec XVIII w. we wsi znajdowały się 34 domy, w których mieszkało 185 osób. We wsi znajdował się dwór, plebania, wikarówka, organistówka oraz przytułek dla ubogich, w którym następnie powstała karczma.

## Zabytki
Obiekt wpisany do rejestru zabytków nieruchomych województwa małopolskiego.
- Kościół św. Jakuba, dzwonnica, otoczenie.

Z kościoła tego pochodzi, przechowywana obecnie w Muzeum Archidiecezjalnym w Krakowie, rzeźba Madonny z Dzieciątkiem z ok. 1400 roku.
5 września 2013 roku kard. Stanisław Dziwisz podpisał dekret ustanawiający więcławską świątynię Diecezjalnym Sanktuarium św. Jakuba Apostoła (pierwsze w małopolsce).
19 października 2013 odbyła się uroczysta msza święta – inaugurująca działalność sanktuarium – której przewodniczył abp Stanisław Nowak.